# Doubravka (přítok Hostačovky)
Doubravka je pravostranný a celkově největší přítok říčky Hostačovky v okresech Havlíčkův Brod, Chrudim a Kutná Hora. Délka potoka činí 13,8 km. Plocha povodí měří 21,6 km².

## Průběh toku
Doubravka pramení na severním úbočí Strážného vrchu (511 m n. m.), severně od Uhelné Příbrami, v nadmořské výšce 460 m. Její tok směřuje převážně severozápadním směrem. Protéká Kraborovicemi, okolo Heřmanic a Kamennými Mosty, kde se vlévá do říčky Hostačovky na jejím 5,1 říčním kilometru v nadmořské výšce 251 m.

### Geomorfologické členění
Převážná část povodí Doubravky, kromě malé části při dolním toku na severu popisované oblasti, se nachází v Hornosázavské pahorkatině. Pramenná oblast potoka se nalézá v nejsevernější části Chotěbořské pahorkatiny. Tento okrsek náleží pod Havlíčkobrodskou pahorkatinu, která je geomorfologickým podcelkem výše zmíněné Hornosázavské pahorkatiny. Převážná část horního toku, celý střední tok a velká část dolního toku odvodňuje území ve východní části Golčojeníkovské pahorkatiny, která je okrskem Kutnohorské plošiny. Kutnohorská plošina je součástí Hornosázavské pahorkatiny. Dolní tok v nejsevernější části povodí odvádí vodu z jižní části Ronovské kotliny, která je okrskem Čáslavské kotliny. Čáslavská kotlina je geomorfologickým podcelkem v jihovýchodní části Středolabské tabule. Nejvyšším bodem celého povodí je Strážný vrch (511 m n. m.), který se nalézá severně od Uhelné Příbrami. Doubravka odvádí vodu z jeho severního úbočí.

### Větší přítoky
Doubravka nemá žádné větší přítoky.

## Vodní režim
Průměrný průtok u ústí činí 0,09 m³/s.

## Zajímavosti
V horní části povodí Doubravky se nachází přírodní památka Borecká skalka.